# Qatars Grand Prix 2024
Qatars Grand Prix 2024 (officielt navn: Formula 1 Qatar Airways Qatar Grand Prix 2024) var et Formel 1-løb, som blev kørt den 1. december 2024 på Lusail International Circuit i Lusail, Qatar. Det var det 23. løb i Formel 1-sæsonen 2024, og det sjette og sidste løb i sæsonen til at blive kørt med sprint race-formatet.

## Sprintkvalifikation
| Pos.               | Nr. | Kører            | Konstruktør                  | Del 1    | Del 2    | Del 3    | Grid |
| ------------------ | --- | ---------------- | ---------------------------- | -------- | -------- | -------- | ---- |
| 1                  | 4   | Lando Norris     | McLaren-Mercedes             | 1.21,356 | 1.21,231 | 1.21,012 | 1    |
| 2                  | 63  | George Russell   | Mercedes                     | 1.22,021 | 1.21,488 | 1.21,075 | 2    |
| 3                  | 81  | Oscar Piastri    | McLaren-Mercedes             | 1.22,218 | 1.21,548 | 1.21,171 | 3    |
| 4                  | 55  | Carlos Sainz Jr. | Ferrari                      | 1.21,838 | 1.21,809 | 1.21,281 | 4    |
| 5                  | 16  | Charles Leclerc  | Ferrari                      | 1.22,156 | 1.21,818 | 1.21,308 | 5    |
| 6                  | 1   | Max Verstappen   | Red Bull Racing-Honda RBPT   | 1.22,033 | 1.21,784 | 1.21,315 | 6    |
| 7                  | 44  | Lewis Hamilton   | Mercedes                     | 1.22,151 | 1.21,734 | 1.21,474 | 7    |
| 8                  | 10  | Pierre Gasly     | Alpine-Renault               | 1.22,586 | 1.22,352 | 1.21,978 | 8    |
| 9                  | 27  | Nico Hülkenberg  | Haas-Ferrari                 | 1.22,569 | 1.22,318 | 1.22,088 | 9    |
| 10                 | 30  | Liam Lawson      | RB-Honda RBPT                | 1.22,705 | 1.22,393 | 1.22,577 | 10   |
| 11                 | 14  | Fernando Alonso  | Aston Martin Aramco-Mercedes | 1.22,499 | 1.22,433 | N/A      | 11   |
| 12                 | 23  | Alexander Albon  | Williams-Mercedes            | 1.22,705 | 1.22,526 | N/A      | 12   |
| 13                 | 77  | Valtteri Bottas  | Kick Sauber-Ferrari          | 1.22,506 | 1.22,538 | N/A      | 13   |
| 14                 | 18  | Lance Stroll     | Aston Martin Aramco-Mercedes | 1.22,522 | 1.22,599 | N/A      | 14   |
| 15                 | 20  | Kevin Magnussen  | Haas-Ferrari                 | 1.22,560 | 1.22,738 | N/A      | 15   |
| 16                 | 11  | Sergio Pérez     | Red Bull Racing-Honda RBPT   | 1.22,718 | N/A      | N/A      | PL1  |
| 17                 | 22  | Yuki Tsunoda     | RB-Honda RBPT                | 1.22,722 | N/A      | N/A      | 16   |
| 18                 | 31  | Esteban Ocon     | Alpine-Renault               | 1.22,906 | N/A      | N/A      | 17   |
| 19                 | 24  | Zhou Guanyu      | Kick Sauber-Ferrari          | 1.22,948 | N/A      | N/A      | 18   |
| 20                 | 43  | Franco Colapinto | Williams-Mercedes            | 1.23,423 | N/A      | N/A      | PL1  |
| 107%-tid: 1.27,050 |     |                  |                              |          |          |          |      |
| Kilde:             |     |                  |                              |          |          |          |      |

Noter:
↑1 - Sergio Pérez og Franco Colapinto måtte starte fra pit lane efter at have lavet ændringer på deres biler under parc fermé.

## Sprint
| Pos.                                                               | Nr. | Kører            | Konstruktør                  | Omgange | Tid/Udgået | Startpos. | Point |
| ------------------------------------------------------------------ | --- | ---------------- | ---------------------------- | ------- | ---------- | --------- | ----- |
| 1                                                                  | 81  | Oscar Piastri    | McLaren-Mercedes             | 19      | 27.03,010  | 3         | 8     |
| 2                                                                  | 4   | Lando Norris     | McLaren-Mercedes             | 19      | +0,136     | 1         | 7     |
| 3                                                                  | 63  | George Russell   | Mercedes                     | 19      | +0,410     | 2         | 6     |
| 4                                                                  | 55  | Carlos Sainz Jr. | Ferrari                      | 19      | +1,326     | 4         | 5     |
| 5                                                                  | 16  | Charles Leclerc  | Ferrari                      | 19      | +5,073     | 5         | 4     |
| 6                                                                  | 44  | Lewis Hamilton   | Mercedes                     | 19      | +5,650     | 7         | 3     |
| 7                                                                  | 27  | Nico Hülkenberg  | Haas-Ferrari                 | 19      | +8,508     | 9         | 2     |
| 8                                                                  | 1   | Max Verstappen   | Red Bull Racing-Honda RBPT   | 19      | +10,368    | 6         | 1     |
| 9                                                                  | 10  | Pierre Gasly     | Alpine-Renault               | 19      | +14,513    | 8         |       |
| 10                                                                 | 20  | Kevin Magnussen  | Haas-Ferrari                 | 19      | +15,485    | 15        |       |
| 11                                                                 | 14  | Fernando Alonso  | Aston Martin Aramco-Mercedes | 19      | +19,204    | 11        |       |
| 12                                                                 | 77  | Valtteri Bottas  | Kick Sauber-Ferrari          | 19      | +23,351    | 13        |       |
| 13                                                                 | 18  | Lance Stroll     | Aston Martin Aramco-Mercedes | 19      | +24,421    | 14        |       |
| 14                                                                 | 31  | Esteban Ocon     | Alpine-Renault               | 19      | +30,379    | 17        |       |
| 15                                                                 | 23  | Alexander Albon  | Williams-Mercedes            | 19      | +33,062    | 12        |       |
| 16                                                                 | 30  | Liam Lawson      | RB-Honda RBPT                | 19      | +34,356    | 10        |       |
| 17                                                                 | 22  | Yuki Tsunoda     | RB-Honda RBPT                | 19      | +35,102    | 16        |       |
| 18                                                                 | 43  | Franco Colapinto | Williams-Mercedes            | 19      | +35,639    | PL        |       |
| 19                                                                 | 24  | Zhou Guanyu      | Kick Sauber-Ferrari          | 19      | +1.11,436  | 18        |       |
| 20                                                                 | 11  | Sergio Pérez     | Red Bull Racing-Honda RBPT   | 19      | +1.14,371  | PL        |       |
| Hurtigste omgang: Charles Leclerc (Ferrari) - 1.23,923 (omgang 18) |     |                  |                              |         |            |           |       |
| Kilde:                                                             |     |                  |                              |         |            |           |       |

## Kvalifikation
| Pos.               | Nr. | Kører            | Konstruktør                  | Del 1    | Del 2    | Del 3    | Grid |
| ------------------ | --- | ---------------- | ---------------------------- | -------- | -------- | -------- | ---- |
| 1                  | 1   | Max Verstappen   | Red Bull Racing-Honda RBPT   | 1.21,579 | 1.20,687 | 1.20,520 | 21   |
| 2                  | 63  | George Russell   | Mercedes                     | 1.21,241 | 1.21,069 | 1.20,575 | 1    |
| 3                  | 4   | Lando Norris     | McLaren-Mercedes             | 1.21,578 | 1.20,983 | 1.20,772 | 3    |
| 4                  | 81  | Oscar Piastri    | McLaren-Mercedes             | 1.21,821 | 1.21,121 | 1.20,829 | 4    |
| 5                  | 16  | Charles Leclerc  | Ferrari                      | 1.21,278 | 1.21,000 | 1.20,852 | 5    |
| 6                  | 44  | Lewis Hamilton   | Mercedes                     | 1.21,637 | 1.21,095 | 1.21,011 | 6    |
| 7                  | 55  | Carlos Sainz Jr. | Ferrari                      | 1.21,447 | 1.21,199 | 1.21,041 | 7    |
| 8                  | 14  | Fernando Alonso  | Aston Martin Aramco-Mercedes | 1.21,608 | 1.21,208 | 1.21,251 | 8    |
| 9                  | 11  | Sergio Pérez     | Red Bull Racing-Honda RBPT   | 1.21,675 | 1.21,425 | 1.21,425 | 9    |
| 10                 | 20  | Kevin Magnussen  | Haas-Ferrari                 | 1.21,891 | 1.21,387 | 1.21,500 | 10   |
| 11                 | 10  | Pierre Gasly     | Alpine-Renault               | 1.21,843 | 1.21,437 | N/A      | 11   |
| 12                 | 24  | Zhou Guanyu      | Kick Sauber-Ferrari          | 1.22,103 | 1.21,501 | N/A      | 12   |
| 13                 | 77  | Valtteri Bottas  | Kick Sauber-Ferrari          | 1.21,927 | 1.21,731 | N/A      | 13   |
| 14                 | 22  | Yuki Tsunoda     | RB-Honda RBPT                | 1.22,364 | 1.21,771 | N/A      | 14   |
| 15                 | 18  | Lance Stroll     | Aston Martin Aramco-Mercedes | 1.22,011 | 1.21,911 | N/A      | 15   |
| 16                 | 23  | Alexander Albon  | Williams-Mercedes            | 1.22,390 | N/A      | N/A      | 16   |
| 17                 | 30  | Liam Lawson      | RB-Honda RBPT                | 1.22,411 | N/A      | N/A      | 17   |
| 18                 | 27  | Nico Hülkenberg  | Haas-Ferrari                 | 1.22,422 | N/A      | N/A      | 18   |
| 19                 | 43  | Franco Colapinto | Williams-Mercedes            | 1.22,594 | N/A      | N/A      | 19   |
| 20                 | 31  | Esteban Ocon     | Alpine-Renault               | 1.22,714 | N/A      | N/A      | 20   |
| 107%-tid: 1.26,927 |     |                  |                              |          |          |          |      |
| Kilde:             |     |                  |                              |          |          |          |      |

Noter:
↑1 - Max Verstappen blev givet en 1-plads straf for at køre unødvendigt langsomt i del 3.

## Resultat
| Pos.                                                            | Nr. | Kører            | Konstruktør                  | Omgange1 | Tid/Udgået  | Startpos. | Point |
| --------------------------------------------------------------- | --- | ---------------- | ---------------------------- | -------- | ----------- | --------- | ----- |
| 1                                                               | 1   | Max Verstappen   | Red Bull Racing-Honda RBPT   | 57       | 1:31.05,323 | 2         | 25    |
| 2                                                               | 16  | Charles Leclerc  | Ferrari                      | 57       | +6,031      | 5         | 18    |
| 3                                                               | 81  | Oscar Piastri    | McLaren-Mercedes             | 57       | +6,819      | 4         | 15    |
| 4                                                               | 63  | George Russell   | Mercedes                     | 57       | +14,1042    | 1         | 12    |
| 5                                                               | 10  | Pierre Gasly     | Alpine-Renault               | 57       | +16,782     | 11        | 10    |
| 6                                                               | 55  | Carlos Sainz Jr. | Ferrari                      | 57       | +17,476     | 7         | 8     |
| 7                                                               | 14  | Fernando Alonso  | Aston Martin Aramco-Mercedes | 57       | +19,867     | 8         | 6     |
| 8                                                               | 24  | Zhou Guanyu      | Kick Sauber-Ferrari          | 57       | +25,360     | 12        | 4     |
| 9                                                               | 20  | Kevin Magnussen  | Haas-Ferrari                 | 57       | +32,177     | 10        | 2     |
| 10                                                              | 4   | Lando Norris     | McLaren-Mercedes             | 57       | +35,762     | 3         | 21    |
| 11                                                              | 77  | Valtteri Bottas  | Kick Sauber-Ferrari          | 57       | +50,243     | 13        |       |
| 12                                                              | 44  | Lewis Hamilton   | Mercedes                     | 57       | +56,122     | 6         |       |
| 13                                                              | 22  | Yuki Tsunoda     | RB-Honda RBPT                | 57       | +1.01,100   | 14        |       |
| 14                                                              | 30  | Liam Lawson      | RB-Honda RBPT                | 57       | +1.02,656   | 17        |       |
| 15                                                              | 23  | Alexander Albon  | Williams-Mercedes            | 56       | +1 omgang   | 16        |       |
| Ret                                                             | 27  | Nico Hülkenberg  | Haas-Ferrari                 | 39       | Uheld       | 18        |       |
| Ret                                                             | 11  | Sergio Pérez     | Red Bull Racing-Honda RBPT   | 38       | Kobling     | 9         |       |
| Ret                                                             | 18  | Lance Stroll     | Aston Martin Aramco-Mercedes | 8        | Sammenstød  | 15        |       |
| Ret                                                             | 31  | Esteban Ocon     | Alpine-Renault               | 0        | Sammenstød  | 20        |       |
| Ret                                                             | 43  | Franco Colapinto | Williams-Mercedes            | 0        | Sammenstød  | 19        |       |
| Hurtigste omgang: Lando Norris (McLaren) - 1.22,384 (omgang 56) |     |                  |                              |          |             |           |       |
| Kilde:                                                          |     |                  |                              |          |             |           |       |

Noter:
↑1 - Inkluderer point for hurtigste omgang.
↑2 - George Russell blev givet en 5-sekunders straf for at ikke holde nok afstand under safety car. Hans slutposition forblev uændret af straffen.

## Stilling i mesterskaberne efter løbet
| Pos. | Kører            | Point |
| ---- | ---------------- | ----- |
| 1    | Max Verstappen   | 429   |
| 2    | Lando Norris     | 349   |
| 3    | Charles Leclerc  | 341   |
| 4    | Oscar Piastri    | 291   |
| 5    | Carlos Sainz Jr. | 272   |

| Pos. | Konstruktør           | Point |
| ---- | --------------------- | ----- |
| 1    | McLaren-Mercedes      | 640   |
| 2    | Ferrari               | 619   |
| 3    | Red Bull-Honda RBPT   | 581   |
| 4    | Mercedes              | 446   |
| 5    | Aston Martin-Mercedes | 92    |